# Taxithelium friedense
Taxithelium friedense là một loài rêu trong họ Sematophyllaceae. Loài này được D.H. Norris & T.J. Kop. mô tả khoa học đầu tiên năm 1985.